# Axiomatikus heraldika
Az axiomatikus heraldika olyan címertani szemlélet, mely a heraldikát szerkezeti alapon, pontos szabályok szerint elrendezve, egyfajta természettudományos szemlélettel és metodikával tárgyalja és vizsgálja.
Ennek érdekében a vizsgálat bizonyos axiómákból indul ki és pontos metodológiát, módszertant alkalmaz a vizsgálat tárgyának (a címernek, a címerrel kapcsolatos társadalmi, néprajzi stb. jelenségeknek) a szemléletében.
Az említett axiómák a címerek szerkezeti felépítéséből következnek.
Az axiomatikus heraldikához szükség van:
1. (a metodológiához) pontos és egységes nevezéktanra (heraldikai lexikonra);
2. (a metodológiához) pontos és egységes címerleírásra;
3. a vizsgálathoz pontosan lefektetett metodológiára (nevezéktanra, címerleírásra, címerhatározóra).[1]

## A címertani szemlélet korszakai
A heraldika története felfogható úgy is, mint a különféle szemléletek uralma az egyes korokban. Ezek között voltak olyanok, melyek többé-kevésbé előre vitték a címertant, mások nem járultak hozzá jelentősen annak fejlődéséhez vagy éppen visszalépésnek tekinthetők, ismét mások viszont paradigmaváltást jelentettek a címertan egyes területeit vagy egészét tekintve.

### A heroldok címerszemlélete, 12-14. század
Kezdetben a címerekkel két csoport foglalkozott, a trubadúrok vagy művészek és a heroldok. Az első címerleírások is egy trubadúr, Chrétien de Troyes művében olvashatók 1170 körül. A címertan első két századában a heraldika írásbeliségét lényegében csak a trubadúrok és címerköltők irodalmi művei jelentik, míg a heroldok általában csak képi ábrázolásokat hagytak ránk ebből a korból. Úgy tűnik, hogy a két csoport között bizonyos feszültség volt, mert egyes költők azzal vádolták a heroldokat, hogy nincs haszontalanabb mesterség, mint a heroldé, aki ura nyakán élősködik és mindenféle fontoskodó kreációkat alkot, hogy igazolja működésének jogosultságát. Mindannyian ugyanazon a területen próbálták a megélhetésüket biztosítani, de míg a művészek szabadabb módon kezelték a címereket, így például azok leírását is művészi, az élő nyelvhez közelebb álló formában és metaforikusan tárgyalták és nem dolgoztak ki külön rendszert azok leírására (bár a nevezéktanuk megfelel a korabeli címertan elveinek), addig a heroldok mindent pontosan definiáltak. Saját céheikbe tömörültek, ahol a mesterség minden fogását külön meghatározták és az utódaikra áthagyományozták. Miként tehát egy jó cipészmesternek is tudnia kellett, hogy milyen munkafolyamatokkal és fogásokkal készíthető el egy jó minőségű cipő, a heroldnak is ismernie kellett a címerek megszerkesztésének minden szabályát. Ez egyfajta sorozatgyártás bevezetését jelentette a címerművészetbe és általában a címertanba, ami a címerek egységes arculatában is megnyilvánult. (Például az angol címerek túlnyomó többsége tartalmaz valamilyen fő mesteralakot, azaz ordinaryt.) Mivel a heroldok idővel részei lettek a főúri és uralkodói udvartartásnak (míg a trubadúrok ott csak vendégek voltak és udvarról udvarra jártak, mint például Peter Suchenwirt, az osztrák címerköltő), diplomáciai és más feladatokat is elláttak, az ő címerszemléletük vált uralkodóvá. Így a heraldika egész rendszere ma is szigorú szabályokhoz van kötve. Ezért nem mondhatom azt például, hogy rózsát vagy oroszlánt akarok a címerembe vagy hogy X címere ez és ez, miként az Chrétien de Troyes művében olvasható. (A magyar címerleírás egyébként közelebb áll a művészi módszerhez, míg a francia és angol szigorúan a heroldszabályokat követi.)
A heroldok címerszemlélete keveréke volt a szerkezeti és a szimbolikus szemléletnek, de alapjaiban szerkezeti szemléletű volt, ami a címerek megrajzolásának, leírásának, nyilvántartásának stb. a legegyszerűbb és legtermészetesebb, azaz magáról értetődő módja. Már nagyon hamar hierarchikus felépítés és rangfokozat alakult ki a körükben aszerint, hogy az adott herold (címerkirály, herold, perszevant, apród stb.) milyen fokú jártasságot szerzett a címerek ismeretében. Külön céhekbe tömörültek és „tudományukra” titokzatos lepel borult, mely mögé a kívülállónak nem volt betekintése. A heroldok úgy vélték, hogy egyedül ők a címerek értői, ezért a korai heraldikusokat is lenézték, mint olyanokat, akik nincsenek birtokában a valódi tannak.
A titok megtartását szolgálta az aprólékos nevezéktan és a pontos címerleírás kifejlesztése. Az axiomatikus heraldika két legfontosabb eszközét tehát a heroldok hozták létre. Ha joggal akartak a címerek értőinek címével büszkélkedni, az adott heroldnak kényszerű módon ismernie kellett a fennhatósága alá tartozó terület címerviselőinek a címereit, bármikor fel kellett azokat ismernie, nyilván kellett azokat tartania, tudnia kellett azokat lerajzolni és megfelelően leírni, mely alapján a címerrajz is könnyen elkészíthető volt. A nyilvántartáshoz címertekercseket és címerkönyveket állítottak össze, melyek a címereket (illetve a címerleírásokat) gyakran tematikusan (a mesteralakok és/vagy a címerábrák szerint, majd alfabetikusan) csoportosították. Ilyen tematikus címerkönyvek például az ordinarynak nevezett angol címerregiszterek. Így lényegében a heroldok fejlesztették ki az egyik legfontosabb metodológiai eszközt is, a címerhatározót, illetve a címerhatározás  egyik lehetséges megvalósítási elvét.
A heroldok arra törekedtek, hogy a leírás rövid és tömör legyen. Például a francia és az angol (anglo-norman) címerleírás ma is pusztán egy, legfeljebb két mondatból álló, pár szavas leírás. Ahhoz, hogy ez a leírás ilyen rövid és tömör maradhasson, a címerművészet gazdagodása által létrejövő egyre újabb testtartások, pózok, helyzetek, kiegészítő jegyek, stb. megnevezésére is külön kifejezést kellett használatba venni. A francia és az angol nevezéktan (melynek nagy része szintén francia eredetű) így rendkívül bonyolulttá vált, melyet csak ezen „tudomány” értői ismernek. Ez egyrészt a fent említett titoktartás következménye (mivel a heroldi hivatás a céhen belül a megélhetés forrása is volt), másrészt az egyre újabb pózok, kiegészítő jegyek stb. használatba vételének az eredménye.
Ennek következtében az angol heraldika önkénytelenül és elkerülhetetlenül mindmáig lényegében szerkezeti szemléletű, azaz pontosan definiált nevezéktanon alapuló pontosan meghatározott formájú leírást használ, melytől semmilyen formában nem lehet eltérni (főleg önkényes módon nem, hanem mindenkinek fáradságos munkával el kell sajátítania a szakterminológiát és a leírás szabályait), és pontos szabályok szerint jár el, melyek meghatározzák, hogy milyen tagolást, a színek által létrejövő mely szerkezetet lehet például mesteralaknak, osztott címernek stb. tekinteni. Ez egyfajta merev rendszer, de egyben pontosan meg is határozhatók általa azok a (vitás és alapvető) szerkezeti elemek, melyek az axiomatikus szemléletnek is a kiinduló pontjai.

### A szimbolikus címerszemlélet, 14-17. század
A heroldok körein kívül álló heraldikusok a 14. században bukkantak fel először. Az első ismert heraldikus az olasz Bartolo de Sassoferrato volt. Nagy hatású művének címe Tractatus de armis (1350 k.). A heraldikusok összegyűjtötték a heroldok által kifejlesztett szabályokat, nevezéktant, a címerleírás szabályait stb. és azokat előbb kéziratos majd nyomtatott könyvekben is a nyilvánosság elé tárták. Működésük kezdete arra az időszakra esik, amikor a lovagi kultúra hanyatlása folytán a heroldi mesterség is kezdett visszaszorulni, majd formális udvari tisztséggé válni.
A heraldikusok már nem egyfajta mesterembereknek (heroldnak) tekintették magukat, hanem tudósoknak. Pusztán a saját maguk, nem a céhük nevében léptek fel. A heraldikát is a korral összhangban álló tudományos szemlélet keretein belül fejtették ki. Mivel a tudományt, az irodalmat stb. ekkoriban a filozofikus szemlélet, a szimbolizmus, az emblematikus felfogás, az alkímia stb. uralta, a heraldika is ilyen szemléletű volt.
Mindez a szimpátia tanának ókori tanítására megy vissza, mely a csillagok, ásványok, az állatvilág, a növényvilág, az emberek között szimpátiákat és antipátiákat vizsgálja. A  szimpátiatannak megfelelően, a  drágaköveket, a féldrágaköveket és a ritka ásványokat már a babilóniaiak óta nagyra becsülték, mint a kozmikus erők koncentrátumát. Az idősebb Plinius (Kr. u. 23/24-79), Naturalis Historiae (Kr. u. 77) című művének 35-37. fejezetében többször is kifejtette, hogy művét ezen kozmikus törvény feltárásának szenteli. Ezt a tanítást átvette a középkori orvostudomány, gyógyszerészet, alkímia, heraldika stb. is. Bartolo de Sassoferrato (1313/1314-1357), híres jogász, a bolognai, a pisai, majd a perugiai egyetem tanára az 1350-es években az aranyat a Naphoz kapcsolta, a kéket a levegő elemhez és a vöröset a tűz elemhez. Őt követte 1382 és 1387 között Honoré Bonet (1340 k.-1410 k.), Salon priorja, provencei heraldikus. Az avignoni egyetemen doktori címet szerzett, majd Franciaországban és Aragóniában utazott. Arbre des Batailles (1387) című művében kifejtette, hogy az arany a legnemesebb a világon, mert természete szerint fénylik és ragyog, és tele van erényekkel.
Bonet művét behatóan tanulmányozták a 15. századi burgundiai heroldok és V. Alfonz szicíliai kettős király heroldja, Jean Courteois (†1436), hivatali nevén Szicília herold. Le Blason des Couleurs (1414) című művében ő alakította ki a színek és a bolygók, valamint a drágakövek (továbbá az erények, a fémek, a hónapok, az állatövi jegyek, a hét napjai stb.) heraldikai rendszerét.  Magáról elárulja, hogy sokáig időzött Németalföldön, a Hainault-i Monsban. Pályája kezdetén Luxemburgi Péter, Saint-Pol grófja, majd V. Alfonz szolgálatában állt Nápolyban. Könyvét a többi címerkirály és herold „segítségével” írta. Ismerte Szevillai Izidor Etimológiák című művét és a színek nevét görögül adja meg, de a valódi hozadéka a drágakő-bolygó címerleírás kifejlesztése volt. Rendszere a következő (szín-drágakő-bolygó): arany-topáz-nap, ezüst-igazgyöngy-hold, vörös-rubin-Mars, fekete-gyémánt-Szaturnusz, kék-zafír-Jupiter, zöld-smaragd-Vénusz, bíbor-ametiszt-Merkúr, narancsszín-jácint-sárkányfej, vérvörös-szardonix-sárkányfarok.
Jean Courtois műve kéziratban terjedt, majd egyike volt az első franciául nyomtatott könyveknek. Hamarosan Angliában is megjelent, de a gyakorlatban csak kevéssé alkalmazták. A Tudor és Stuart dinasztiák uralkodása alatt (1485-1702) azonban a heroldok kézikönyvei tartalmazták ezt a színjelölési rendszert is.
Clément Prinsault Traité du blason (1465) című művében, mely egyike a legkorábbi heraldikai írásoknak, a fémeket és a színeket (az 1. rész IV. fejezetében) összefüggésbe hozta az erényekkel, a hét bolygóval, a 12 égi jellel, a drágakövekkel, a hét napjaival és a 3 elemmel. Ugyanakkor részletesen ismerteti a francia heraldikai terminológiát és az 5. fejezetben már a címerek szerkezeti elemeivel, a mesteralakokkal és az azokra vonatkozó szabályokkal, majd a 12. fejezetben a címerleírással is foglalkozik.
A heraldikát ekkoriban az asztrológiai és allegorikus szemlélet uralta. Ezért használtak például asztrológiai bolygószimbólumokat is a színek jelölésére, mint az Sir Henry Spelman (1564 k.-1641), parlamenti képviselő, angol történész és heraldikus Aspilogia című művében is megtalálható. A címerek egyiptomi eredetét vallotta Sir John Ferne (†1609), heraldikai író, genealógus, kiváló angol jogász.
Ugyanúgy, miként az irodalomban terjedtek az emblematikus művek, a heraldikai szerzők valószínűleg szintén egyfajta emblematikát akartak létrehozni a címertanban is. Erre utal, hogy a heraldikusok, mint Marcus Vulson de la Colombière (Le vray théâtre d´honneur, 1644) és Silvester Petra Sancta (De symbolis heroicis, 1634) is előszeretettel követték az emblematikus művek címeinek a mintáját.
Colombière (†1658) avagy Marc de Vulson, Sieur de La Colombière (azaz Colombière Sieur-e, avagy seniora), számos sikeres könyvet írt a szimbólumokról, a jóslatokról, a heraldikáról, az álmokról stb. Összegyűjtötte a lovagsággal kapcsolatos ismereteket és hagyományokat. Az 1600-as években tulajdonképpen két genealógus és heraldikus, Marcus Vulson de la Colombière és Claude-François Ménestrier (1631-1705), lyoni jezsuita szerzetes, egyetemi tanár, korának legbefolyásosabb heraldikusa fedezték fel a lovagságot és alakították ki idealizált képét. Ebbe a sorba illik Petra Sancta mindkét fő műve (1634 és 1638), Colombière művei (1644 és 1648), Ménestrier műve (1696), Magyarországon Pápai Páriz Ferenc Ars heraldica című műve (1695), Németalföldön pedig Thomas de Rouck (1592-1660), 1673-as műve.

### A címerek történeti szemlélete, 17-18. század
Bartholomäus Cassaneus (1480-1542) Catalogus gloriae mundi (1529) című művére,  mely 200 év alatt majdnem 20 kiadást ért meg, Bartolo de Sassoferrato volt nagy hatással. Cassaneus kísérletet tett a francia és a német címerelmélet, a nehézkesebb német és a pontosan és világosan meghatározott francia nevezéktan egységesítésére.
Az első rendszeres címertani munkát a történeti források alapján Silvester Petra Sancta (1590–1647), olasz jezsuita szerzetes írta 1638-ban. A címerek szerkesztésére és ábrázolására a heraldika szabályait logikus módon nyolc pontba foglalta, de még mindig nagy súlyt fektetett a középkori szimbolikára. Elveit és rendszerét Theodor Höpingk (1591-1641), német történész és heraldikus fejlesztette tovább,
de a történeti forrásokat nem használta olyan ügyesen. Ő is vallotta a címerek szimbolikus jellegét és ezt sokan félreértették, amikor azt hirdette, hogy „a címerek valamely családnak hieroglifa-szerű képei, amelyek nevezetes cselekedeteket jelképeznek".
A címerek vizsgálatát Claude-François Ménestrier, a Chambéry-i, Vienne-i és Grenoble-i, lyoni egyetem tanára, majd Philipp Jacob Spener (1635-1705), német heraldikus és helyezte történeti alapra. Ménestrier 1669-70-ben Németországban és Itáliában utazott, majd haláláig Párizsban élt. Korának legismertebb heraldikusa volt, akivel 1662 tájától a német tudományos heraldika egyik úttörője, Spener is szoros kapcsolatban állt. Spener elvetette a címerek pusztán szimbolikus értelmezését és a heraldikai forrásokra támaszkodott.

### A címerek szerkezeti vizsgálatának kialakulása, 18. század
A kortársak és a modern korok heraldikusai előtt ezidáig szinte rejtve maradt, hogy a 18. században, elsősorban Johann Christoph Gatterer és Martin Schmeitzel műveiben, a szó szoros értelmében forradalmian új címertani irányzat, szerkezeti címerszemlélet bontakozott ki Németországban, mely csíráiban már tartalmazta az  axiomatikus szemlélet (egy potenciális heraldikai eszköztár) főbb alkotórészeit. Ez részben azért van így, mert az új elméletek úttörőinek valódi jelentősége általában csak bizonyos történeti távlatból mutatkozik meg, másrészt olyan modern eszköztárra is szükség van, melyet a többi tudományterület fejlődésével nyerhetünk és applikálhatunk, például a heraldikára is. Ezen irányzat valódi jelentősége csak az axiomatikus szemlélet bevezetésével ismerhető fel.
A két említett szerző – szerkezeti alapon – éppen a fogalmak tisztázásával, az egységes címerleírási és klasszifikációs rendszerek kérdésével foglalkozott, bár nem egy tudatos axiomatikus szemlélet alapján.
Martin Schmeitzel (1679-1747) erdélyi szász családból származott, a jénai, wittenbergi, greifwaldi és hallei egyetemen történelmet és államjogot tanult. 1714-től a jenai egyetem docense, majd 1731-től a hallei egyetem professzora volt. Magát németnek vallotta, de hazájának Erdélyt tekintette. Ma már sajnos csak kevesen ismerik a nevét. (Ő használta először a statisztika szót is.) Több magyar vonatkozású művet is írt latin nyelven. Azon műve, mely témánk szempontjából figyelmet érdemel 1723-ban jelent meg. A címerábrák (mesteralakok) és a morfológiai elemek (tagolások) rendszerét geometriai alapon határozta meg. Ez az a címertani újdonság, mely a szerkezeti (és az axiomatikus) heraldika alapja.
Hasonló rendszert hozott létre Johann Christoph Gatterer (1727-1799), a modern német tudományos heraldika, genealógia és kronológia megalapozója. A szerkezeti heraldikát a históriai elv háttérbe szorításával alapította meg, de a címertan tanulmányozására ő is a történeti források tanulmányozását ajánlotta. 1747-től az altdorfi egyetemen tanult, majd 1759-től a göttingeni egyetem tanára volt. Elméletét 1773-as művében fejtette ki. Az utókor heraldikájára ő már nagyobb hatást gyakorolt, mint Schmeitzel, mely még ma is „alapvető fontosságú." Rendszere a 19. század elején is meghatározó volt. Magyarországon Nyiry Istvánra volt befolyással. 1963-ban a göttingeni Genealogischen-Heraldischen Gesellschaft emlékérmet alapított (Johann-Gatterer-Medaille) a kiemelkedő heraldikai és genealógiai teljesítmények elismerésére.
Gatterer az anyagot egyre újabb kategóriákba osztotta be. Követői szerint a heraldika művei által érte le a legmagasabb fokot. Mások szerint viszont egyre kevesebb követője akad, s unalmas és dagályos tévtannak nevezték elméletét, melyet csak kevesen olvastak végig. Ezen nézet képviselője, Bárczay Oszkár azt rója fel Gatterer és követői „főhibájául," hogy „…a heraldikát nem főforrásaiból igyekeznek megismerni, hanem tarthatatlan elméleteket állítottak föl…" 
Az ellentétes álláspontokat az válthatta ki, hogy szerkezeti heraldikája valódi értelme nem mindig tűnik magától értetődőnek, azt csak az axiomatikus szemlélet által lehet teljes egészében értékelni. Gatterer hatása azonban mindenképpen tagadhatatlan. Az igazsághoz mégis a pozitív vélemény képviselői járnak közelebb, de más okból, mint arra a 19. és 20. század heraldikusai gondoltak.
Mindkét említett szerző azonos szerkezeti kérdésekkel foglalkozik és szinte azonos véleményt fejt ki. Elméletük lényege a következő témakörökkel határozható meg: az egyszerű és osztott pajzsok kérdése, az osztóvonalak szerepe a morfológiai szerkezetek létrehozásában, a morfológiai elemek és a tinktúrák kapcsolata, a mezőkben (tagolásokban) elhelyezkedő címerábrák szerepe a morfológiai alakzatok kialakulásának szempontjából. A címerképek ebben a szemléletben különlegesen fontos elemei a rendszernek, mert egyértelműen megadják a morfológiai elemek pontos definícióját, ami viszont megalapozza a szerkezeti heraldika elveit. A címerek szerkezeti elemei a morfológiai alakzatok kölcsönhatásaitól függnek. Ha ezeket felismerjük, a szerkezeti heraldika koherens rendszerét könnyen applikálhatjuk az axiomatikus szemlélet további alkalmazott területeire, mint amilyenek a klasszifikáció és a determináció (címerhatározás)  szabályai.
Lássuk, hogy mit is mond Gatterer a fenti témakörökkel kapcsolatban! <Csúcsos zárójelben 1774-es műve azon oldalszámai szerepelnek, ahol a kérdéses témaköröket fejti ki.> Gatterer a címer fogalmával kezdi és felsorolja az egyes címertípusokat <1.>, majd megkezdi a szabályok ismertetését, melyben felfedezhetők az axiomatikus szemlélet nyomai:
<12-13.> „§.12. Die ganze Theorie der Wappen, und insonderheit des Wappenschildes, gründet sich, vermöge der Erfahrung, fürnämlich auf die Veränderungen, welche der Gebrauch der geraden und krummen Linien verursachet. Der Schild selbst ist von Linien umgeben, die wir oben (§.8.) die Rand- oder Grenzlinien genannt haben. Es kommen aber auch auf der Oberfläche des Schildes zweierley Gattungen von Linien vor. Einige derselben berühren mit den Enden die Grenzlinien des Schildes, und theilen also den Schild selbst: andere aber erreichen die Grenzlinien nicht, und machen folglich keine eigentliche Theilung des Schildes selbst, ob sie wol Dinge im Schilde theilen oder begrenzen können. Wir wollen die erste Gattung Theilungslinien heisen. Die Theilungslinien haben, vermöge der Erfahrung nicht mehr, als viereley Richtungen: nämlich 1) die senkrechte, 2) die horizontal- oder quere, 3) die rechte diagonal- oder schrägrechte, und 4) die linke diagonal- oder schräglinke. Die Theilungslinien von der ersten Richtung theilen den Schild in die Länge, die von der andern quer, die von der dritten schrägrechts, und die von der vierten schräglinks. Alle diese Richtungen gehen entweder den kürzesten Weg, oder mit Umschweifen durch den Schild. Den Richtungen der ersten Art folgen die geraden Linien, aber nicht alle, und den Richtungen der andern Art folgen die krummen Linien, aber nicht allein… Eine jede gerade Linie an sich, geht, wie in der Mathematik, also auch in der Heraldik, den kürzesten Weg: es gibt aber in der Heraldik auch zusammengesezte gerade Linien, z. E. eine gerade Linie, die aus etlichen kleinen queren und senkrechten Linien, oder aus etlichen rechten und linken Schräglinien zusammen gesezt ist. Solche zusammengesezte gerade Linien laufen, wie die krummen Linien, mit allerley Umschweifen durch den Schild, und gehen also nicht den kürzesten Weg: sie können aber um deswillen nicht krumme Linien genannt werden, denn sie bestehen aus mehrern kleinen geraden Linien."
Gatterer tehát így gondolkodik: vegyünk egy üres pajzsot és helyezzünk rá címerábrákat (jelképeket). Hogy ezt megtehessük, vonalakra van szükségünk, melyek az alakzatokat elhatárolják a pajzson. Mi okozza tehát az eltéréseket a pajzson? Elsősorban az osztóvonalak. Mit hoznak létre az osztóvonalak? Morfológiai alakzatokat. Ezeknek pedig nevük van, melyek az osztóvonalak típusától függnek. Mikor ezeket megnevezi, megnevezi egyben a szerkezeti elemeket is, tehát a név által definiálja azokat: a vízszintes vonal például vágja a pajzsot, vagyis vágott pajzs jön létre. Az ilyen alakzatokkal pedig már mást is tudunk kezdeni, belőlük újabb definíciókat (posztulátumokat, majd teorémákat, azaz törvényszerűségeket) tudunk levezetni, például úgy, hogy újabb szerkezeti elemeket (például színt) adunk hozzájuk.
<13.> „Wann auf einem Schilde keine Theilungslinien, sondern blos die Grenz- oder Randlinien vorkommen; so ist es ein einfacher Schild: wann aber, auser den Grenzlinien, noch eine oder mehrere Theilungslinien vorkommen: so heißt es ein getheilter Schild. Es können schon die Grenzlinien für sich allein einen Raum einschliessen; sie können es aber auch nebst einer oder mehrern Theilungslinien thun. Im ersten Falle besteht der Schild nur aus einem Raume, nämlich aus der Oberfläche: im andern aber bekommt der Schild mehr als einen Raum; es ist aber auch der Schild selbst im leztern Falle nicht mehr einfach, sondern getheilt. Einen Raum auf dem Schilde, welchen entweder nur allein die Grenzlinien, oder nebst ihnen eine oder mehrere Theilungslinien einchliessen, wollen wir, um uns in den folgenden kurz ausdrucken zu können, einen Plaz heisen. Ein getheilter Schild hat also mehrere Pläze: ein einfacher aber besteht nur aus einem Plaze, oder Plaz und Oberflache ist in einem einfachen Schilde einerley.
§. 13. Wann ein Schild aus mehrern Pläzen besteht, so muß er mehr, als eine Tinctur haben: denn sonst würde der Gebrauch der Linien, wodurch die Pläze gemacht werden, unnüze seyn. Folglich kann der Plaz eines einfachen Schildes nicht mehr, als eine Tinctur haben: in einem getheilten aber müssen deren mehrere seyn…
§. 14. Die Tincturen können in den Pläzen entweder so vertheilet, daß eine Tinctur so viel Plaz, oder so viele Pläze hat, als die andere; oder so, daß eine Tinctur mehr Plaz, oder mehrere Pläze einnimt, als die andere. Im eresten Falle entsteht eine blose Schildestheilung oder Section; im andern aber bekommt man ein Ehrenstück  oder eine Heroldsfigur. In einem einfachen Schilde kommt also weder eine Section noch eine Heroldsfigur vor; ein getheilter Schild aber muß eine Section oder Heroldsfigur enthalten. Es erhellet auch hieraus, daß die Sectionen nichts anders, als Tincturen sind, in soferne sie durch die heraldischen Linien (§. 12.) im Schilde gleich vertheilet sind…" 
Az osztóvonalak és a színek kölcsönhatása által tehát az egyszerű pajzstól újabb strukturális jegyek meghatározásáig (mező, mesteralak, pajzstagolás, osztott pajzsok) jutottunk el, oly módon, hogy a morfológiai alakok kölcsönhatásai, megadják egymás definícióit is. (’Mivel például az egyszerű pajzs csak egy tagolásból áll, csak egy mesteralakot tartalmazhat. Az osztott pajzsnak azonban legalább egy tagolást és egy mesteralakot ’’kell’’ tartalmaznia.’ Ez Gatterer rendszerében lehet például egy vágott, illetve egy pólyázott pajzs.)
Miután az egymással rokon tagolások és mesteralakok kapcsolatát Gatterer tisztázta, rátérhet a pajzson előforduló utolsó morfológiai csoport, a címerképek és az előbbi két csoport (a tagolások, illetve a mesteralakok) viszonyának tárgyalására is, mely megadja az alap definícióját (ez az axiomatikus rendszerben olyan területeken kap majd fontos szerepet, mint például az egyszerű és osztott címerek definíciója):
<14.> „§. 16. Eine Figur oder Bild besteht in einer in das Auge fallenden Vorstellung eines Körpers, die den vorgestellten Körper ähnlich ist. Eine Wappenfigur oder ein Wappenbild ist also die Figur oder das Bild eines in den Wappenschilden vorkommenden Körpers. In den Wappenschilden kommen, vermöge der Erfahrung, dreyerley Dinge vor, die Tincturen, Sectionen und Figuren. Die Tincturen sind keine heraldischen Körper, sondern nur der Anstrich derselben (§. 10.). Die Sectionen sind nichts anders als Tincturen, in soferne sie durch die heraldischen Linien im Schilde gleich vertheilet sind (§. 14.). Folglich ist in einem Schilde keine Figur, in welchem nichts als Tinctur oder Section vorhanden ist. Man kan daher eine Wappenfigur auch durch dasjenige erklären, was auf dem Schilde ausser der Tinctur und den Sectionen erscheint."
A Gatterert megelőző és követő újkori tudományos heraldikában még különbséget tettek tagolás (Section) és mesteralak (Heroldsfigur) között. Az első például egy vágott vagy hasított pajzs, melynél az egyenlő nagyságú mezőkben a mázak egyenletesen oszlanak el (mint például a négyelt pajzsban is), a tulajdonképpeni mesteralakoknál viszont az egyik máz általában kisebb teret foglal el, mint a másik (mint például a pólya vagy a kereszt). Az elsőnél (például a [többször] vágott vagy hasított pajzsnál) tehát nem állapítható meg pontosan, hogy melyik máz a mesteralak és melyik az alap, a másiknál (azaz a pólyázott, illetve a cölöpölt pajzsnál) viszont a tinktúrák száma, az alak és a nagyság egyértelműen kijelöli a mesteralakot (ez általában a kisebb).
(Ez a különbségtétel az axiomatikus heraldika szempontjából indokolt és új értelmet nyer, mert a szerkezeti elemek, azaz az egyszerű és osztott címerek közti kategorikus megkülönböztetés elvei és szabályai csak a pajzstagolásokra, nem a mesteralakokra alapozható. Egyszerűbben, a mesteralakok sohasem hoznak létre [fontos] szerkezeti alakzatokat [azaz osztott (vagy egyszerű) címereket] <különben nem mesteralakok, hanem pajzstagolások>, csak az olyan pajzstagolások teszik ezt, mint a vágás, a hasítás stb. – természetesen ezek is csak más szerkezeti elemekkel, címerábrákkal együtt.)
Gatterer annak eldöntésére, hogy a pajzsban egyszerű tagolás, vagy mesteralak van-e, azt ajánlja, hogy számoljuk meg a pajzs mezőit és a felhasznált tinktúrákat. Ha egy tinktúra ugyanannyi mezőben helyezkedik el, mint a többi, tagolással van dolgunk, ha viszont egy tinktúra több mezőt foglal el a többinél, mesteralakot kapunk. <13.> Az élő heraldika és korunk címertana a tagolásokat és a mesteralakokat egyaránt a mesteralakok közé sorolja. A fenti eszmefuttatás azonban a szerkezeti heraldika szempontjából mégis alapvető fontosságú, mert segítségünkre van az osztott és az osztatlan címerek definíciójának pontos meghatározásánál. Ehhez azonban egy újabb fogalmat, az alap definícióját kell bevezetnünk. Ehhez pedig a címerképek alapvető fontossággal bírnak. Gatterer ezzel kapcsolatban a következőket mondja:
<14.> „18. §. Ein Plaz, worin eine Wappenfigur erscheint, heist ein Feld. Wo also in einem Plaze eine Figur ist, da muß Feld seyn: hingegen läst sich kein Feld ohne Figur denken…
19. §. Ein einfacher Schild besteht nur aus einem Plaze, ein getheilter aber hat mehrere (§. 12.). Jener kan also nur ein Feld, dieser aber mehrere haben, aber beederseits nur alsdann, wann sich in den Pläzen eine Figur befindet (§.18.)… Ein Schild, der keine Figur hat, heist ein lediger Schild… Folglich hat ein lediger Schild kein Feld (§.18.). Da er nun auch, vermöge der Erfahrung, keine Figur hat; so ist er nur der Tincturen und Sectionen fähig (§. 16.). Ein einfacher lediger Schild hat nichts, als Tinctur, und zwar nicht mehr, als eine (§.13.): hingegen ein getheilter lediger Schild hat mehr, als eine Tinctur, und eine oder mehrere Sectionen, und zwar von den leztern so viel, als er Pläze hat (§. cit.)." 
A címerképek azért is fontos elemei a rendszernek, mert egyértelműen megadják a morfológiai elemek pontos definícióját. A címerek szerkezeti elemei a morfológiai alakzatok kölcsönhatásaitól függnek. Ha ezeket felismerjük, a szerkezeti heraldikán belül létrehozhatjuk a klasszifikáció és a determináció szabályait. (Például ha az alap többnemű (azaz többféle tinktúrából áll), a pajzs akkor nem számít osztottnak, ha a) a mezők egyikében sincs címerábra, és b) ha a címerábra mindegyik mezőre színváltás nélkül rá van helyezve.) Itt kap különös jelentőséget többek között az a kérdés is, hogy egy mezőben van-e címerábra. A van  és a nincs kérdése ugyanis (melyet Gatterer és Schmeitzei is világosan látott) hermeneutikailag határozza meg a pajzsban az osztóvonalak által felépülő rendszer és alakzatok logikáját és jelöli ki helyüket a szerkezeti elemek kölcsönhatásának terében.
Gatterer tehát a fenti néhány alapelv segítségével fel tudott építeni egy koherens, általános érvényű rendszert. Minden egyes további kérdéskör vizsgálata ezen alapul, ami során mindig meghatározó marad az osztóvonalak szerepe a morfológiai alakzatok létrehozásában.
Lépten-nyomon felfedezhető Gatterernek az a szándéka, hogy minden heraldikai alakzatra pontos szaknyelvi definíciót találjon. Művét ezen szándékból írta, melyhez az alapot a geometriai szemléletben találta meg. ("Die ganze Theorie der wappen und insonderheit des Wappenbildes gründet sich, vermöge der Erfahrung, fürnehmlich auf die Veränderungen, welche der Gebrauch der geraden und krummen Linien verursacht".) A pontos definíciók az egzakt leírás és klasszifikáció alapkövét képezik, aminek jelentőségével Gatterer is teljesen tisztában volt. (Fő szempontja a definíciókból következő megnevezések közérthetősége.)
Schmeitzel a fent felsorolt témakörök közül mindegyiket érintette. Gatterer ugyanazon alapokból indul ki, mint Schmeitzel, a szóhasználata is szinte azonos. Schmeitzel legfontosabb felfedezése, hogy a morfológiai alakzatokat a szín-alakzat kölcsönhatás révén az osztóvonalak alakítják ki, mely felismerésre később Gatterer a saját címertani elméletét építette fel. Schmeitzel Gattererhez hasonlóan határozta meg az egyszerű és osztott pajzsok fogalmát is, de nem egy tudatos szerkezeti, hanem egy hagyományos klasszifikációs rendszer elemeként. Schmeitzel ezután megadja a fő tagolási típusokat is, melyekből az összes többi (!) származik.
Gattererhez hasonlán Schmeitzel is kimondja, hogy a pajzson látható morfológiai alakzatokat (osztó)vonalak veszik körül, ezek lehetnek egyenesek vagy görbék, s mindkét fajta vonal létrehozhat morfológiai alakzatokat. Megnevezi a fő tagolási típusokat, melyekből minden további típus levezethető. Kimondja, ha a mezőben valamilyen címerábra van, azt alapnak nevezzük. Az osztott pajzsok több alapból állnak. Ha az egyszerű pajzsokban az eltérő színű mezők száma páros, tagolás jön létre, ha a mezők száma páratlan, mesteralakkal van dolgunk.
A következőket tudjuk meg tőle (kisebb betűvel a Schmeitzel jegyzeteiben olvasható szöveg van szedve): „Daß die Durchschnitte und Sectiones, ebenfals Figuren zu nennen, lernen wir aus Euclide Elem. Lib. 1. da er spricht: Figura est, quae sub uno vel pluribus terminis continetur (a). Denn in Geometria heist man eine Figur,  was von gewissen Linien, als Ränden, eingeschlossen ist, dahero haben wir figuras circulares, conicas, triangulares u. s. w. Also verstehet man hiedurch, wenn ein Schild durch eine Linie (b), ein oder mehrmal seciret ist, und die exsectione entstehende spatia, diverser Farbe sind. (b) Hibey ist der grobe Fehler, der meisten heraldischen Bücher zu mercken, welche das fundament der Sectionum, nicht in denen lineis, quibus scuta secantur, suchen, sondern in denen spatiis, welche ex sectionibus entstehë."
Gatterer tehát ugyanazon alapokból indul ki, mint Schmeitzel, a szóhasználata is szinte azonos, bár egyszer sem idézi. Az utóbbi szerző legfontosabb felfedezése, hogy a morfológiai alakzatokat a szín-alakzat kölcsönhatás révén az osztóvonalak alakítják ki, mely felismerésre később Gatterer a saját címertani elméletét építette fel.
Schmeitzel Gattererhez hasonlóan határozta meg az egyszerű és osztott pajzsok fogalmát is, de nem egy tudatos szerkezeti, hanem egy hagyományos klasszifikációs rendszer elemeként. (A címerek ugyanis szerinte osztályozhatók: I. a címerábrák, azok színe és helyzete szerint: például az egyik család ezüst alapon fekete oroszlánt visel, a másik ezüst alapon kék oroszlánt stb.; II. a címerviselők szerint: jogi és természetes személyek stb.; III. a címerek jelentősége szerint: hivatali, uradalmi, igénycímerek stb.; IV. a címerek jelentése szerint: beszélő címerek; V. kompozíciójuk szerint: egyszerű és összetett címerek; VI. a címerek elsőbbsége szerint: például a császári címer megelőzi a királyit, a királyi a hercegit, stb.; VII. a címerek alkotórészeinek száma szerint: egyes címerek csak pajzsból és sisakból állnak, mások azonban több sisakból, pajzstartókból, rendjelekből stb.) <100-113. l.>
Erről a következőket mondja: <110-111.> „In der V. Claße erscheinet der Unterscheid derer Wappen, nachdem sie entweder einfach sind, oder aus vielen Feldern bestehen. Die von der ersten Sorte, bestehen nur aus einem Schild, welcher entweder nur schlecht weg mit unterschiedlichen Farben gespalten, getheilet, oder durchschnitten ist (d), oder es erscheinet nur eine (e), oder mehr Figuren (f) in demselben, die entweder von einerley (g) oder diversen Arth (h) sind. Die aus vielen Feldern bestehen, sehen auch sehr unterschiedlich aus, und haben viele oder wenige Feldungen oder Quartier (i), wie der Augenschein lehret. (d) Und das 1. 2. 3. oder auch mehrmal… (i) Welche extra compositionem, in denen meisten Wappen, besondere Wappen sind, wenn sie aber zusammen in ein groß Schild gesetzet werden, nur Quartier heissen…"
Schmeitzel ezután megadja a fő tagolási típusokat is, melyekből az összes többi (!) származik: 1. hasított, 2. vágott, 3. harántolt, 4. balharántolt (ezek  vonalai többször is ismétlődhetnek), s felsorolja hat fő szerkezeti bélyegüket: „… haben wir vier Haupt-Sectiones, d. i. welche durch das centrum scuti gehen, und aus welchen alle die übrige entspringen; Gehet die Linie von oben herab, so heists getheilt; quer über, gespalten; schreg aus dem rechten Ober-Winckel rechts durchschnitten, aus dem lincken Ober-Winckel lincks durchschnitten (d). Hibey ist zu mercken
I. Daß es bey der Theilungen etliche wenige Exempel (e) gebe, wo die section eben nicht durch das centrum gehe, sondern etwas zur rechten oder lincken ausweihe…
II. Daß besagte vier Haupt-Sectiones, offt unterschiedlichmalen repetiret werden… solchen Exempeln darff ich nur die Sectiones zehlen, und so dann gehörig aussprechen (g).
III. Daß die sectiones offt auch per lineas curvas (h) erscheinen, welche sodann von der äusserlichen Gestalt, die ex ductu lineae entstehet, ihre eigene Benennung bekommen (i)…
IV. Daß die lineae sectionum nicht allzeit parallel lauffen, sondern auf vielerley Arthen sich entweder durchschneiden…,oder aber nur berühren…
V. Daß beydes, auch per lineas curvas geschehen sey…
VI. Daß die ex Sectionibus entstehende spatia, manchemal leer erscheinen… manchemal aber auch, wo nicht alle, doch einige, mit andern Figuren besetzt sind… welches alles auf die Weise auszusprechen ist, wie unten in der Note (o) mit Heraldischen Terminis gelehret worden.
(g) Also sage bey fig. 21. zweymal getheilet, mit Gold, blau und Silber. Fig. 22. dreymal getheilt, wechselsweise mit Gold und schwartz… und so bey allen Exempeln, da die spatia von diverser tinctur, oder an der Zahl gleich sind, denn ist dieses nicht, so entstehen Pfahle, Balcken, u.s.w…
(h) Was eine krumme Linie sey, ist bekandt, nemlich, wenn der ductus lineae per ambages geschehen, weil nun die Auschweiffung auf tausenderley Weise geschehen kan, so haben wir auch sehr vielerley Sorten von lineis curvis u. s. w.
(o) Bey diesen Exempeln ist zu mercken, daß bey solchen Wappen, derjenige Platz, da eine Figur erscheinet, so dann respectu figurae, Feld genennet werde…"
Tekintsük tehát át ezek alapján, hogy – Gattererhez hasonlóan – Schmeitzel milyen szerkezeti kérdéseket érint. Kimondja, hogy a pajzson látható morfológiai alakzatokat (osztó)vonalak veszik körül <127.>, ezek lehetnek egyenesek vagy görbék <130.>, s mindkét fajta vonal létrehozhat morfológiai alakzatokat. (Schmeitzel Gatterertől eltérően az olyan tagolt egyenes vonalakat, mint amilyen például az ormós vonal, a görbe vonalak közé sorolja.) Az osztóvonalak lehetnek párhuzamosak, érinthetik vagy metszhetik egymást <132.>. Megnevezi a fő tagolási típusokat, melyekből minden további típus levezethető <128.>. Kimondja, hogy az egyszerű címerek csak egy pajzsból állnak, és különféle színekkel lehetnek tagolva vagy egyféle, illetve többféle címerábra található rajtuk <110-111.>. Ha a mezőben valamilyen címerábra van, azt alapnak nevezzük. <134.>. Az osztott pajzsok több alapból állnak <111.>. Ha az egyszerű pajzsokban az eltérő színű mezők száma páros, tagolás jön létre, ha a mezők száma páratlan, mesteralakkal van dolgunk <130.>.
Gatterer a mezők és a mesteralakok fogalmát a felhasznált színek tekintetében pontosabban definiálta. Azt mondta, hogy ha a páratlan számú mezőben a két szélső tagolásban azonos tinktúra van, mesteralak jön létre, ha a páratlan számú mezőben legalább három tinktúra van, tagolást kapunk. Ha a páros számú mezőben két tinktúra van, az tagolás és mesteralak is lehet. Ezen körülményektől is függ, hogy a pajzs egyszerű vagy osztott-e. A mező és a mesteralak közti különbséget Schmeitzel azonban a fentinél pontosabban is megfogalmazta: „…man den Balcken nicht mit der doppelten Spaltung vermische, der Unterschied giebet sich leicht zu erkennen, bey [die Spaltung]… sind alle drey spatia von diverser tinctur, ist es aber ein Balcken, so sind die zwey spatia extrema allzeit von einer couleur, und deuthen das Feld an, das mittelste ist der Balcken."  Itteni gondolatmenete már újra Gattererre emlékeztet, de nézetét megintcsak nem a teljes rendszer szempontjából, hanem egy konkrét probléma tisztázására  fejti ki.
Bár Gatterer – Schmeitzeltől eltérően – forrásait csak ritkán idézi, azon kevés hivatkozásából, melyet megad, széles körű szakirodalmi tájékozottságot árul el. A fenti hasonlóságok és egyezések alapján ismernie kellett Schmeitzel művét is, akinek elszórt megjegyzéseit koherens heraldikai rendszerré ötvözte.
Gatterer nem a klasszifikáció (azonosítás), hanem a szerkezeti elemek definícióit alkotta meg és pontosította. Tisztázta a nevezéktani objektumok fogalmát (Platz, Feld, a görbe vonalak definiálása), s ezekből a definíciókon keresztül megteremtette a szerkezeti címertan szilárd épületét. Rendszere pontos, logikailag rendezett morfológiai és genetikai kölcsönhatások alapján nyugszik.
Schmeitzel érdeme elsősorban az, hogy művében már megtalálható ezen épület (a szerkezeti heraldika) minden fontos alkotórésze, azokat csupán a megfelelő rendszerbe kellett illeszteni. Ennek érdeme pedig Gattereré, aki máig is érvényes elméleti művet hozott létre. (Minthogy rendszere empirikus szerkezeti alapokon áll, megállapításai legfeljebb finomíthatók, de érvényük alapvetően állandó.) Rendszeréből tehát levezethetők az empirikus heraldikai klasszifikáció szabályai is, melyek a determináció lehetőségének és az axiomatikus szemlélet bevezetésének egyik lehetséges előfeltételét képezik.

### A történeti címerszemlélet és a tudományos heraldika kialakulása, 19-20. század
A 19. század újra visszatért a történeti források vizsgálatához (Christian Samuel Bernd, Hermann Grote, br. Leopold Ledebur, Friedrich Karl von Hohenlohe-Waldenburg herceg, Otto Titan von Hefner, Mayer von Mayerfels stb.). Ez a címerszemlélet pozitivista alapú volt. A forrásokat rendszeres tudományos kritikának vetették alá. Hatalmas címertani anyagot gyűjtöttek össze és dolgoztak fel rendszeres módon. Középkori pecséteket, az élő heraldika korának pajzsait, sisakjait tanulmányozták. Általános heraldikai gyűjtemény Rietstap Armorial général című műve. Theodore de Renesse gróf hétkötetes Dictionnaire des figures héraldiques című műve címerképek szerint adja meg a címerviselő családokat. Angliában Sir Nicholas Harris Nicolas és James Robinson Planché, illetve Skóciában Henry Laing végzett hatalmas forráskutatást.
Olyan új címertani diszciplínák jöttek létre, mint a címerkritika és a historizálás. Ledebur az összehasonlító heraldika megalapítója és Hermann Grote az egyik úttörője, mely a korabeli technikai adottságokat, a címerjogi szabályokat kutatja, és vizsgálja a divatok és újítások hatását a heraldikára. A 19. század végén a csúcspontot Maximilian Gritzner működése jelentette. A 20. század kiemelkedő heraldikusai közé tartozott Donald Lindsey Galbreath.
Az általános történettudományi metodológia másik irányzatának kialakulása, melyet általában tévesen szintén pozitivistának nyilvánítanak, Leopold von Ranke nevéhez kötődik, de ez inkább egyfajta historizmusnak tekinthető, és a történészi hivatás professzionalizálódását eredményezte. Ranke egyik fő újítása volt a szigorú forráskritika (az 1830-as évek elején) és, ehhez kapcsolódóan, a szemináriumi rendszer bevezetése az egyetemi történelem-oktatásba. A történetírás fő elve szerinte a „wie es eigentlich gewesen”, vagyis a történelmet úgy kell megírni, ahogyan valójában megtörtént. A történész számára csakis az a kijelentés igaz, amire hiteles forrás,  bizonyíték van. A források értékeléséhez a történésznek el kell sajátítania a módszeres forráskritika elveit. A történelem csak így válhat önállóvá a filozófiától, vallástól, irodalomtól, de a természettudományoktól is.
Alapvető félreértésen alapul tehát az az elterjedt nézet, hogy Ranke idézett elve, melyet a történészi objektivitás megfogalmazásának tartanak, a pozitivizmushoz hasonlóan a történelemnek a természettudományokhoz való hasonlóságát állítja. Ranke módszerei, a forráskritika, forrásgyűjtés, forráspublikáció [faktológia] egyáltalán nem pozitivista alapú. Ranke pontosan a történelemnek a természettudományoktól való függetlenségét hangoztatta. Ranke „azt  mondja, hogy a történelemnek/történésznek (a természettudományokkal ellentétben) nem tértől és időtől független, általános, törvényszerű igazságot kell megfogalmaznia, amiből aztán a jövő is predikálható. Hiszen a történész tárgya nem mondjuk az állam, társadalom, kultúra stb. általános fogalma, hanem a konkrét, térben és időben körülhatárolt (görög, római, kínai, indiai, orosz, 12. századi) állam, társadalom, művészet, vallás, amelyeket semmiféle általános törvényből, szükségszerűségből, axiómából nem lehet levezetni… Megjegyzendő azután, hogy Ranke tézise tovább is megy mindennél, hiszen egyértelműen involválja az ellenkező következtetést is. Mégpedig azt, hogy a történelemben tértől és időtől független általánosítások, a törvénynek a megfogalmazása/keresése és így a történelem előrejelzése [tehát végső soron a természettudományos, matematikai módszerek kizárólagos alkalmazása] éppenhogy tudománytalansághoz, igazolhatatlan madár- és béljósláshoz vezetnek, hiszen mindent, amit a történelemből korábban megjósoltak – vö. Condorcet  – sohasem következett be, csupán a történelemhez intézett óhaj maradt.”
(A felvilágosodás jellemzője az ész mindenhatóságába vetett korlátlan hit. Ideológusai az úgynevezett „természetes alakulatokat“ keresték a társadalomban. Úgy találták, hogy a kultúra alapvető tényezői, a vallás, az állam, stb. nem organikus, nem természetes alakulatok, hanem csak az emberek megállapodása révén léteznek, ezért önkényesen meg is változtathatók, illetőleg mással helyettesíthetők. A filozófusok úgy vélték, hogy a matematika tökéletesen bizonyos következtetéseket eredményez, hogy az egyszerű axiómákból kiindulva az egyik magától értetődő lépésből következik a másik, és ezzel a módszerrel általános érvényű törvényeket kaphatnak. Az a nézet vált általánossá, hogy az emberi természet ugyanúgy rendszerezhető, mint a természeti törvények, s hogy a világ az emberi értelem által minden részletében megismerhető. Condorcet például feltételezte, hogy az emberi társadalomban minden az állandó törvények szerint megy végbe és egy olyan matematikai törvényszerűség felfedezésére törekedett, mely által kiszámíthatók a jövőbeli események és a társadalmi forradalmak. Bülow porosz tábornok hitt a „háború geometriájában“, abban, hogy a hadművészet fejlődése oda vezet, hogy a háború kimenetele előre kiszámítható lesz, akárcsak egy geometriai feladvány.)
„Hozzátehető azután, hogy persze Ranke szerint sem elég a puszta forráskritika, a történelemben is vannak általánosságok, a szintézist, a történelmet egyben láttatni segítő tendenciák (de nem törvények), amit ő a századok vezető eszméiben talált meg.
(Hozzáfűzhető mindehhez még az is, hogy Ranke e nézetének volt egyenes következménye a szociológia elutasítása s a filológiai kritikai módszer előtérbe helyezése, hiszen kizárólag az utóbbi az egyes dolgok feltárásának – a wie es eigentlich gewesennek – az egyedüli instrumentuma. Mindez viszont újból aláhúzza, hogy felfogását nem lehet összekeverni a szociológiára és a természettudományokra esküvő pozitivizmussal.)”  A kialakuló szociológiai irányzat (a pozitivizmus) analitikus jellegű, politika- és eseménytörténet-centrikus volt. Fő céljának (már Comte-nál) a társadalom működésének, fejlődősének modellezését, az ismétlődő, fogalmakban rögzíthető jelenségek keresését tekintette. Ezzel szemben a rankei hatalom- és eszmetörténeti irányzat hermeneutika alapú volt.
A „wie es eigentlich gewesen” elvén alapult a szemináriumi rendszer bevezetése is. Előzményei megtalálhatók már a 16-18. században, például Gatterernél is, illetve a kései német felvilágosodásban, de elveit Ranke teljesítette be. Eszerint a történésznek járatosnak kell lennie a történeti segédtudományokban (diplomatika, heraldika, genealógia, paleográfia, epigráfia, archontológia, szfragisztika stb.), hogy meg tudja ítélni az eredeti források hitelét. Ennek módszerét a hallgatók egyetemi szemináriumok keretében sajátítják el.
Néhány országban ezen képzettség elsajátítására külön intézmények jöttek létre, mint a francia École des Cartes vagy az osztrák Institut für die Österreichische Geschichtsforschung és megjelentek az első szaklapok, így a heraldika és a genealógia területén is, melyek már csak eredeti forrásokon alapuló, jegyzetapparátussal ellátott (dokumentumokat is közlő, bibliográfiával és recenzióval rendelkező) tudományos cikkeket közöltek. Az önálló történelmi tanszékek létrehozása mellett az egyetemi történészképzésben kialakult a tudományos fokozatok, habilitációk  rendszere. Megjelentek a történészképzés alapját szolgáló metodikai kézikönyvek, mint Ernst Bernheim műve, a Lehrbuch der historischen Methode és Johann Gustav Droysen Historik című könyve. Mindkettő közös elve a szociológiai (pozitivista) szempont elutasítása. Ehelyett a segédtudományok elsajátításán alapuló forráskritikát tekintették alapnak. A történelmi általánosítás alapja szerintük a nagy erkölcsi értékek keresése és az ezen alapuló megértés. Droysen szerint a történészi munka alapjainak lényege a „forschend zu verstenen. Az előtag a metodikus forráskritika, azaz a segédtudományokban való jártasság, az elsődleges forrásokkal való bánni tudás elsajátítására utal. Az utótag pedig arra, hogy a magyarázatokkal, törvényekkel okokkal operáló természettudományokkal (s Comte szociológiájával) szemben a történelmet hermeneutikusan kell megközelíteni. A fő cél így a múltbeli cselekedetek, nagy egyéniségek és tetteik megértése – nem magyarázata – főként annak alapján, hogy mennyiben fejeznek ki, testesítenek meg valamiféle általános erkölcsi értéket.”  (A heraldikában azonban ez az elv csak korlátozottan alkalmazható.)

### Az axiomatikus címerszemlélet
Az axiomatikus szemlélet alapvető módon tér el a korábbi címerszemléletektől. Alapjai már a múltban is léteztek. Spener például a színtörvényt axiomatikus szabálynak nevezte: "Causam ex hypothesi sua quod arma ex vestimentis veteris militiae ortum habeant ita deducit Aegid[ius] Gelen[ius] de magnit[udine] Colon[iae] Agripp[iae] L. 2. pag. 116. Hinc elicitur ratio axiomatis scutarii: non esse metallum in metallo, nec colorem in colore pingendum”.
A heroldok céhei pontos nevezéktant és szabályokat dolgoztak ki. Idővel ezen rigorózusnak tűnő előírások másodlagos módon rendkívül megfelelőnek bizonyultak egy axiomatikus, tehát koherens rendszer spontán létrejöttéhez, mely kiküszöböl minden szerkezeti pontatlanságot. A heroldok tehát megalapozták az eredetileg mágikus tudomány valódi tudományosságát. Miként a lovagi költészet szabályait is a költői céhekben hozták létre, melyek ma is részei a verselméletnek, a címertan szabályai is ugyanilyen céhekben jöttek létre, de a későbbi tudományos heraldika nem mindenhol követte ezen szabályokat, így például a mi térségünkben sem, beleértve az osztrák és a német heraldikát is.
A pontos szabályok hiánya ezért sok bizonytalanságot okoz. Például Jiří Čarek, volt prágai főlevéltárost sok jogos kritika érte amiatt, hogy a Městské znaky v českých zemích (Prága, 1985) című, általa szerkesztett műben, az „elégtelen heurisztika” mellett az ábrák színvonala sem tökéletes, a címerleírások pedig „egyenesen elrettentőek,” melyek „az esetek többségében nagyon távol állnak a heraldikai blazontól”.
Ezen kemény szavak egy szaktudós tevékenységével kapcsolatban hangoztak el. Hogyan lehet akkor a heraldika valódi (axiomatikus) tudomány, ha annak alapmódszertanát mindenki tetszése szerint használhatja? A szerkezeti ismeretek hiánya tehát még a szakemberek, illetve a rokonterületek kutatóinak produktumait is bizonytalanná teszi. Ha nincs egységes nevezéktan és címerleírás, nincs egységes metodológia sem, s akkor nem hozhatók létre olyan alkalmazott segédeszközök, mint például egy koherens címerhatározó, mert az önkényesen értelmezett szerkezeti elemek szerint mindenki máshol keresné és helyezné el az adott címert a határozóban.
Az egységes axiomatikus szemlélet nélkülözése, mint például az egységes nevezéktan hiánya komoly gondokat okozhat. Például valószínűleg soha nem fogunk rájönni, hogy Nagy Iván címerleírásában mit jelent tulajdonképpen a „hármas virág”, mely a Kovács Péternek 1658-ban adományozott címeres levélben szerepel, s melyet Nagy Iván után valószínűleg még egyetlen más heraldikus sem látott eredetiben. Így a terminológia pontatlansága lehetetlenné teszi a címer helyes megrajzolását a leírás alapján.
Az axiomatikus szemlélet feladata tehát az egységes nevezéktan, leírás és módszertan alkalmazásával a bizonytalanságok kiküszöbölése, illetve segédlet nyújtása az egységes heraldikai szemlélet kialakításához, valamint új tudományos módszerek bevezetése, és új módszertan létrehozása a címerek vizsgálatára.
Az axiomatikus szemlélet a következő gondolatmenettel írható le. Ha jól bele gondolunk, hogyan jönnek létre a címerek, arra jutunk, hogy a pajzsot megrajzolása után először általában különféle vonalakkal tagolják, címerábrákat helyeznek el rajta, kiszínezik azokat, megrajzolják a sisakot, a sisakdíszt, a takarót, hozzáadják a külső címerrészeket, a jelmondatot stb.
Ez a munkafolyamat egyben egy címerleírási és -meghatározási módszertan vázának is tekinthető, mely megkönnyíti a címerek szerkezeti kérdéseinek (osztott vagy osztatlan címer, mesteralak vagy mező) tisztázását és meghatározási elveinek a rögzítését. Ehhez pedig a nevezéktant és a szerkezeti elemeket első lépésben egységes (axiomatikus) alapra kell helyezni. Ezen axiomatikus alapok hiánya a jövőben veszélyeztetheti akár a heraldika helyzetét is a tudományok között, mert ezen axiomatikus elvek nélkül a címertan puszta kedvteléssé és véletlenszerű diszciplínává válhat.
A pozitivista módszerek és a forrásanyag halmozása erre a problémára nem jelent megoldást, ha nincs olyan szilárd váz, mely a forrásokat az axiomatikus alapon létrehozott módszerekkel ki tudná értékelni, mégpedig olyan módon, hogy a kiértékelés eredménye a szabályok követésével előre adottan mindig ugyanaz lesz. Ha mindenki a saját tetszése szerinti önkényes nevezéktant, leírást és értelmezést használ, a fent említett címerszerkesztési módszer sem követhető visszafelé és a címer is csak nehezen rekonstruálható. Az angol heraldika rigorózus nevezéktana és címerleírási rendszere pontosan ezen szerkezeti elvű heraldikának a két koherens alapeleme.
Tudat alatt az axiomatikus heraldika elveinek megfelelő programot hirdetett meg a szocializmus idején a Prága melletti Jílové város járási múzeumának keretén belül működő Cseh Heraldikai és Genealógiai Társaság 1983-ban. 27 pontból álló programjuk ide vágó részei a következők voltak: 1. a genealógiai és heraldikai szótár-atlasz előkészítése, 2. a genealógia és heraldika kézikönyvének előkészítése, 11. a számítástechnika és a heraldikai gyűjtemények kapcsolata, 26. a genealógiai és heraldikai terminológia egységesítése, 27. a genealógiai és heraldikai bibliográfia létrehozása. (Ezen program megvalósítására a volt Csehszlovákiában már nem kerülhetett sor, mert ugyanezen évben a múzeum új igazgatója a társaságot felszámolta.)
Tehát minden axiomatikus alapú szemlélet és program szükségképpen és önkénytelenül is logikus szemlélet és fordítva – minden logikus gondolatmenet egyben axiomatikus is.  Nekünk is valami hasonló programra van szükségünk.

#### Az axiomatikus szemlélet módszertana
A tudományos vizsgálat alapelveit Galénosz, a nagy görög-római orvos már a 2. században kidolgozta. Galénosz módszere szerint a helyes vizsgálatnál három lépésből álló metodológiát kell követni, mely az arisztotelészi logikán alapul (axióma, definíció, posztulátum). Eszerint az orvosnak ismernie kell a logikát, tudnia kell a betegségeket genusok és speciesek szerint beosztani, diagnózist tudnia kell deduktív módszerekkel bizonyítani, továbbá a beteg állapotából tudnia kell következtetni annak korábbi állapotára és a várható fejleményekre.
Az ő módszerét követte szóról szóra Ibn Khaldún, arab történész a történelem és a társadalmi folyamatok vizsgálatánál. Úgy vélte, hogy minden történésznek ismernie kell a logikát, az eseményeket genusok és speciesek szerint kell osztályoznia, deduktív módszerekkel kell bizonyítania állításait. Ennek nyomán egy ország adott állapotából meg kellene tudnia mondania, mi előzte meg az adott helyzetet és milyen további fejlemények várhatók.
Ez az elv az axiomatikus heraldikára is érvényes, de visszafelé ható érvénnyel. Az axiomatikus módszertannal visszafelé tudjuk követni az adott címer megrajzolásának módját, megszerkesztésének menetét, továbbá követni tudjuk az osztott címer, vagy helyesebben az összetett (negyedelt) címer egyes mezőinek (egykori külön címereinek) a hozzáadását a címerpajzshoz, fel tudjuk deríteni ezek társadalmi, heraldikai, genealógiai, politikai, történeti okait, ezen folyamat törvényszerűségeit. Ezt pedig össze tudjuk vetni más, hasonló módon létrejött címerekkel, stb. Mindezt úgy érhetjük el, hogy egységes nevezéktant használunk és ennek segítségével néhány axiómát fektetünk le.

#### Az axiomatikus módszer alapelemei a heraldikában
Hogyan alkalmazható ez a módszer a heraldikában? Esetünkben az axiómák az egységes nevezéktanon alapuló heroldszabályok, melyek alkalmazása a  címerleírás és a klasszifikáció, a dedukció pedig a klasszifikáció és a definíciók által logikus módon megállapított szerkezeti elemek felismerése. Az axiomatikus szemléletben mindezen dedukciók a címerek geometriai alapjaiból erednek, mellyel már Gatterer is részletesen foglalkozott.
Mindenféle axiomatikus szemlélet nélkül (de szerkezeti alapon), ezt az elvet használja például a kezdetektől mindmáig az angol heraldika címertani eljárásmódja, mely pontos lépéseket követ a nevezéktanban, a leírásban és a szerkezeti elemek meghatározásában. A szerkezeti szemlélet tehát ugyanúgy megfelelőnek tűnik a koherens heraldikai szerkezet létrehozásához, mint az axiomatikus szemlélet. Az axiomatikus heraldikához viszont első lépésben mindenképpen szükség van egy koherens szerkezeti (vagy ehhez hasonló, axiomatikus jellegű) szemléletre.
Miben áll ezen szerkezeti szemlélet lényege? Abban, hogy az egységes nevezéktanból és nevezéktani szemléletből automatikusan következik az egységes (koherens) címertani rendszer. A Stephen Friar által szerkesztett A New Dictionary of Heraldry (London, 1987) című heraldikai lexikon például hangsúlyozza, hogy a mesteralakoknak a pajzsban regulatív szerepük van. Minden egyes mesteralak geometriai alakja megfelel a négy fő osztóvonalnak, mely megváltoztathatatlan. Ezért a címerleírás terminológiáját (azaz a geometriai elvek szerint létrejövő szerkezeti elemeket) is ezen elv határozza meg. Ilyenek például a címerleírásban szereplő olyan, pontosan meghatározott elemek, mint az osztott mezők (például szarufa által), a címerképek elrendezése, és a címerképek póza. „The ordinaries as here definied, also possess a regulative function. The geometry of each corresponds with the four principal lines of partition, and their disposition within the armorial field is unalterable: for these reasons the terminology of blazon is determined by reference to them, i. e.: Parted fields (e.g. per chevron); Disposition of charges (e.g. five martlets in saltire); Attitudes (inclination) of charges (e.g. a Spear fesswise).”
Bár a fent vázolt (szerkezeti elvű) szabályok nem mindenben alkalmazhatók egy koherens, axiomatikus szemléletű rendszer (és ennek olyan alkalmazott elemeinél, mint például egy címerhatározó) létrehozásához, mert ez másféle kiinduló geometriai elemeket állapít meg, valamint egyes geometriai elemek szerepét, értékét és az általuk létrehozott szerkezeti képleteket másféle módon definiálja, de alapelveiben (a szerkezeti szemlélet kiinduló pontjában) pontosan megegyezik azzal.
A heraldikai axiómákat a következő fejezetben tárgyaljuk, de az arisztotelészi hármas rendszer fényében (axióma-definíció-posztulátum) azt már most is felvázolhatjuk. (A későbbiekben a definíció és a posztulátum fogalma nagyjából egymással azonos értelmű lesz.)
A főbb axiómák:
- négy fő osztóvonal van (függőleges, vízszintes, harántos, balharántos)
- két fő fém (arany és ezüst) és négy fő szín (vörös, kék, zöld, fekete) van
- a pajzson (illetve a mezőben) mesteralakok és címerképek helyezkednek el, stb.

A főbb axiómákból következő néhány definíció:
- a páros számú osztóvonal és két tinktúra együttese mesteralakot eredményez
- a páratlan számú osztóvonal és kettő vagy több tinktúra együttese pajzstagolást eredményez
- a mező a pajzs olyan felülete, melyet osztóvonalak hoznak létre, stb.

A főbb axiómákból következő posztulátumok a következők:
- az osztóvonalak és a tinktúrák szerkezeti elemeket hoznak létre mint a mező, az egyszerű és osztott címer
- ha a többször tagolt pajzs valamelyik mezőjében van valamilyen címerábra, osztott pajzs jön létre (a címerhatározás egyik szabálya)
- színre szín és fémre fém nem helyezhető (színtörvény), stb.

#### Az axiomatikus módszer alkalmazása
Az axiómákból és posztulátumokból következő szabályokhoz tartoznak az olyan alkalmazott területek is, mint a heraldikai klasszifikáció axiomatikus alapjai. Ilyen például hogy egyetlen függőleges osztóvonal általában osztott címert eredményez, a két és több függőleges osztóvonal eredményezhet osztott címert és mesteralakot is. Ezek konkrét eseteit a címerhatározás szabályai állapítják meg.
A klasszifikációt és annak szilárd megalapozását a címerábrák megkülönböztető jegyei, pózai, száma, színe stb. teszi lehetővé. Minden egyes címerábra rendelkezik attribútuumokkal. Friar szerint még az egyszerű kör is „kerek és lapos” („even the humble roundel is round and flat!”), és ezen attribútuumok bennefoglaltatnak a címerábra terminológiájában („and for the most part these are implicit in the terminology of armory”). Például a hím griffnek nincs szárnya, a griffnek van. Ezek alapján a címerábrák is pontosabban leírhatók és besorolhatók egyes szűkebb kategóriákba. A címerábrák attribútuumainak megnevezéseit a heraldikai szótárak és lexikonok tartalmazzák.
A heraldikai klasszifikáció feladata annak meghatározása, hogy az osztóvonalak, a mázak és a címerábrák egyszerű vagy osztott címert eredményeznek-e, meg kell adnia a fő címermező mázát, ezen belül a fő címerábrát, a mellék címerábrákat, a címerábrák kiegészítő jegyeit, számát, színét, pózát, külön jegyeit stb. Ezen jegyek egzakt definiálása tehát lehetővé teszi az egyes címerek pontos besorolását egy-egy alkategóriába és egy koherens címerhatározó összeállítását, mely egyben a címerregiszter szerepét is betölti.
Az axiomatikus eljárás ezen kívül pontosabb címerleírást és egységes nevezéktant eredményezhet. A fenti példa nyomán az is világos, hogy az axiomatikus módszer széles körben alkalmazható a címerek tudományos vizsgálatában is.
Mindehhez hármas heraldikai programra van szükség:
1. heraldikai lexikon
2. címerhatározó
3. axiomatikus heraldika